# Riccardo Versari
Riccardo Antonio Carlo Versari (Milano, 9 gennaio 1865 – La Morra, 29 giugno 1945) è stato un medico e politico italiano.
Nasce a Milano da una famiglia originaria di Faenza e si laurea in medicina e chirurgia nel 1889. Dal 1890 al 1896 è a Roma, dove lavora negli Ospedali riuniti ed è assistente all'istituto anatomico della Regia università, dove consegue l'abilitazione alla libera docenza in anatomia umana normale. Ha retto le cattedre di Palermo (dove è anche direttore dell'istituto anatomico e preside della facoltà di medicina), e di Napoli, ed ha inoltre insegnato all'accademia fascista di educazione fisica, di cui è stato anche rettore.